# Comuna de Kazanów
Kazanów (polaco: Gmina Kazanów) é uma gminy (comuna) na Polónia, na voivodia de Mazóvia e no condado de Zwoleński. A sede do condado é a cidade de Kazanów.
De acordo com os censos de 30 de Junho 2005, a comuna tem 4687 habitantes, com uma densidade 49,6 hab/km².

## Área
Estende-se por uma área de 94,76 km², incluindo:
- área agricola: 80%
- área florestal: 14%

## Demografia
Dados de 30 de Junho 2004:
|                      | Total   | Total | Mulheres | Mulheres | Homens  | Homens |
| -------------------- | ------- | ----- | -------- | -------- | ------- | ------ |
|                      | pessoas | %     | pessoas  | %        | pessoas | %      |
| População            | 4704    | 100   | 2322     | 49,4     | 2382    | 50,6   |
| Densidade (pop./km²) | 49,6    | 100   | 24,5     | 24,5     | 25,1    | 25,1   |

De acordo com dados de 2002, o rendimento médio per capita ascendia a 1338,06 zł.

## Subdivisões
- Borów, Dębniak, Dębnica, Kazanów, Kopiec, Kowalków, Kowalków-Kolonia, Kroczów Mniejszy, Kroczów Większy, Miechów, Miechów-Kolonia, Niedarczów Dolny, Niedarczów Dolny-Kolonia, Niedarczów Górny, Niedarczów Górny-Kolonia, Ostrownica, Ostrownica-Kolonia, Ostrówka, Osuchów, Ranachów, Ruda, Wólka Gonciarska, Zakrzówek, Zakrzówek-Kolonia.

## Comunas vizinhas
- Ciepielów, Iłża, Skaryszew, Tczów